# Luleå HF
O Luleå HF ( PRONÚNCIA) é um clube sueco de hóquei no gelo, sediado na cidade de Luleå, no norte do país.

Os seus jogos em casa são disputados no Coop Norrbotten Arena, com capacidade para 6 300 pessoas.

Foi fundado em 1977, com o nome GroKo Hockey, e mudou para o nome atual em 1979.

Foi campeão da Suécia em 1996, e campeão da Europa em 2014/2015.

Atualmente (2023) disputa a Liga Sueca de Hóquei no Gelo, a primeira divisão do hóquei no gelo da Suécia.                                

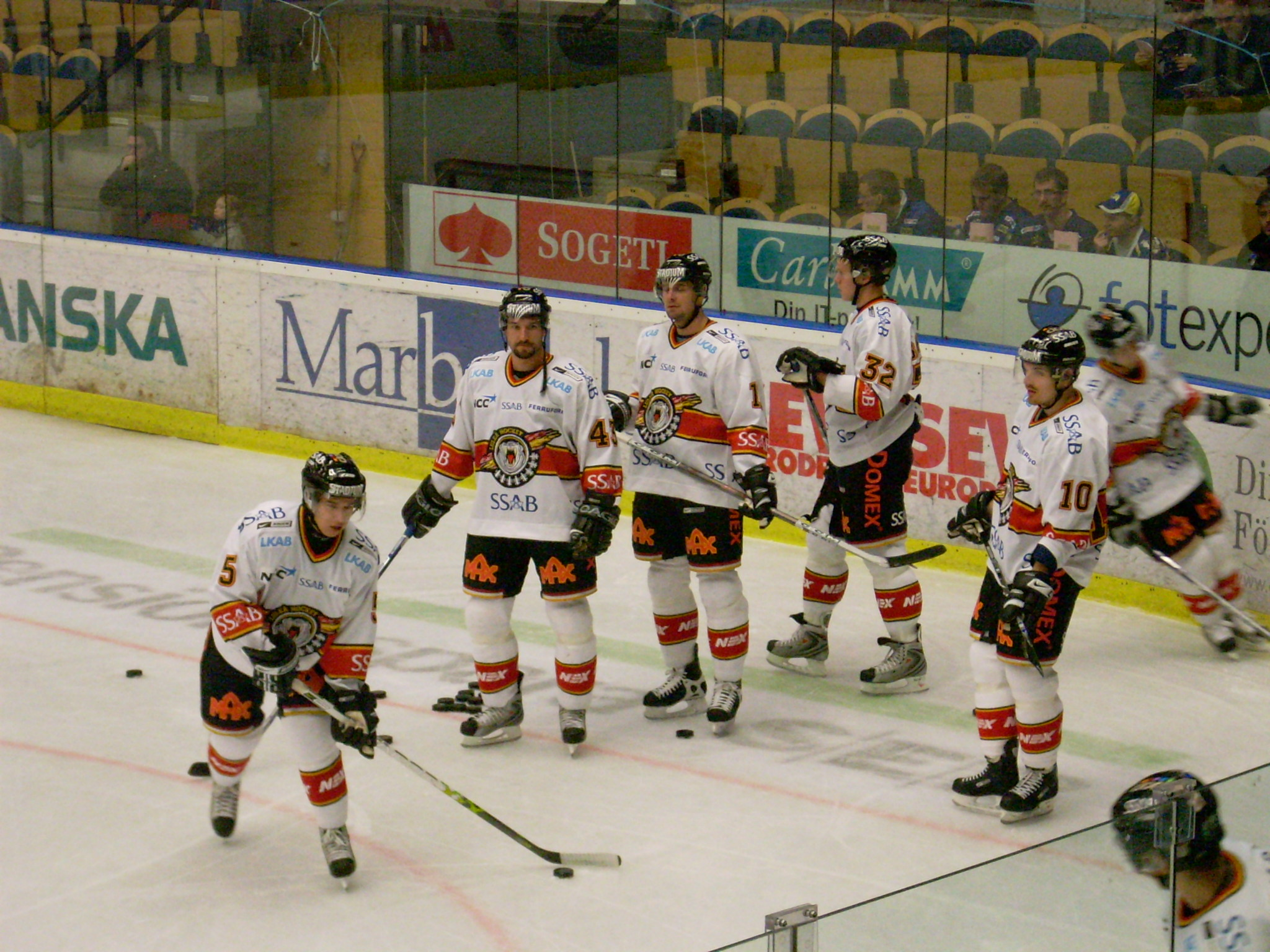
A equipa do Luleå em 2017
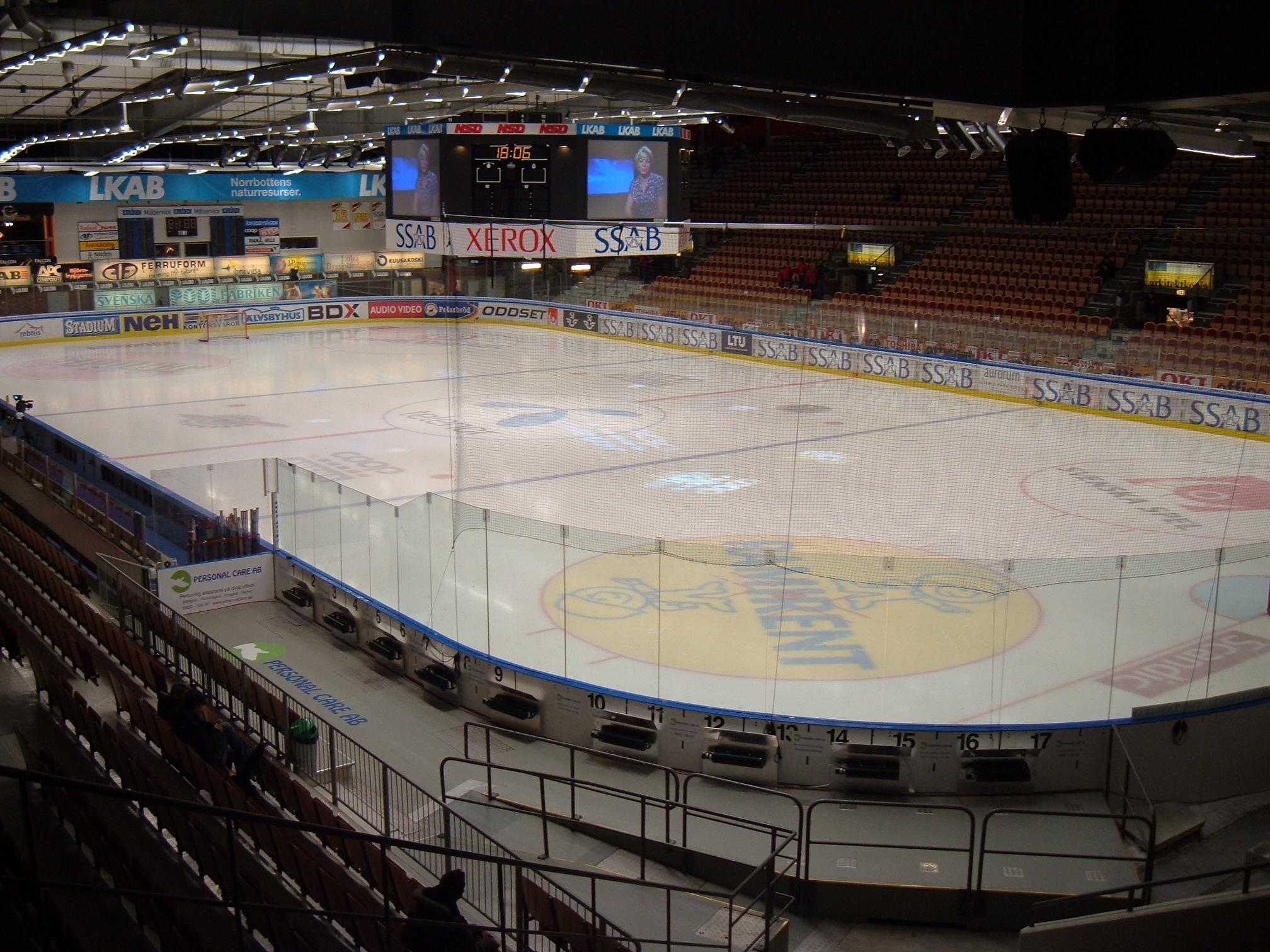
O estádio Coop Norrbotten Arena